# Transzglutamináz
A transzglutaminázok olyan enzimek, amelyek a természetben elsősorban a glutamin oldalláncok γ-karboxamid csoportjai ( -(C=O)NH2 ) és a lizin oldalláncok ε-aminocsoportjai ( -NH2 ) közötti izopeptid kötés kialakulását katalizálják, majd ammónia (NH3) felszabadulásával. A lizin- és glutamin-maradékokat peptidhez vagy fehérjéhez kell kötni, hogy ez a keresztkötés (különálló molekulák között) vagy intramolekuláris (ugyanazon a molekulán belül) létrejöhessen. A transzglutamináz által kialakított kötések nagy ellenállást mutatnak a proteolitikus lebontással (proteolízis) szemben. A reakció:
Gln-(C=O)NH2 + NH2-Lys → Gln-(C=O)NH-Lys + NH3
A transzglutaminázok egy primer amint (RNH2) is kapcsolódhatnak a fehérjéhez/peptidhez kötött glutamin oldallánc karboxiamid csoportjához, így izopeptid kötést képeznek
Gln-(C=O)NH2 + RNH2 → Gln-(C=O)NHR + NH3
Ezek az enzimek víz jelenlétében a glutamin-maradékokat glutaminsavmaradékokká is deamidálhatják
Gln-(C=O)NH2 + H2O → Gln-COOH + NH3
Például a Streptomyces mobaraensis baktériumokból izolált transzglutamináz egy kalcium-független enzim. Az emlős transzglutaminázok, többek között, Ca2+ ionokat igényelnek kofaktorként.
A transzglutaminázokat először 1959-ben írták le. A transzglutaminázok pontos biokémiai aktivitását a XIII-as véralvadási fehérje faktorban fedezték fel 1968-ban.

## Szerepe betegségekben
A XIII-as faktor hiánya (ritka genetikai állapot) vérzésre hajlamosít; koncentrált enzim használható a rendellenesség korrigálására és a vérzés kockázatának csökkentésére.
Az anti-transzglutamináz antitestek cöliákiában találhatók, és szerepet játszhatnak a vékonybél károsodásában, az erre az állapotra jellemző étrendi gliadin hatására. A kapcsolódó dermatitis herpetiformis betegségben, amelyben gyakran előfordulnak vékonybél-elváltozások, és amely reagál a gliadin tartalmú búzatermékek étrendi kizárására, az epidermális transzglutamináz a domináns autoantigén.
A legújabb kutatások azt mutatják, hogy a neurológiai betegségekben, például a Huntington-kórban és a Parkinson-kórban szenvedőknél szokatlanul magas lehet a transzglutamináz egyik típusa, a szöveti transzglutamináz. Feltételezik, hogy a szöveti transzglutamináz részt vehet a Huntington-kórt okozó fehérje-aggregátumok képződésében, bár erre nagy valószínűséggel nincs szükség.
A keratinocita transzglutamináz mutációi szerepet játszanak a lamelláris ichthyosisban.